# Technomyrmex hypoclinoides
Technomyrmex hypoclinoides é uma espécie de formiga do gênero Technomyrmex.